# Dalbergia dialoides
Dalbergia dialoides là một loài thực vật có hoa trong họ Đậu. Loài này được (Pierre) Niyomdham miêu tả khoa học đầu tiên năm 1996.